# Slapshot
Slapshot är ett hardcoreband från Boston, Massachusetts, USA som bildades 1985.

## Diskografi

### Studioalbum
- 1988 – Step On It
- 1990 – Sudden Death Overtime
- 1993 – Blast Furnace
- 1994 – Unconsciousness
- 1995 – 16 Valve Hate
- 2003 – Digital Warfare
- 2014 – Slapshot
- 2018 – Make America Hate Again

### EP-skivor och splits
- Back on the Map 12" (1986, Taang!)
- Same Mistake / Might Makes Right 7" (1988, Taang!)
- Firewalker 7" (1990, Taang!)
- Slapshot / Ignite split 7" (1994, Lost and Found)
- Olde Tyme Hardcore CD/12" (1996, Century Media)
- The New England Product Session 7" (2004, Bridge 9)
- Tear It Down CD/7" (2005, Thorp, Spook City)
- I Believe 7" (2012, Taang!)
- Limited Tour Edition 2012 7" (2012, S.J.)
- Everything Wants to Kill You 7" (2014, Old School Cartel, Brass City Boss Sounds)